# Nyanatiloka
Nyanatiloka, Ñāṇatiloka, Bhikkhu Nyāṇatiloka ou Nyānatiloka Mahāthera (1878, Allemagne - 1957, Sri Lanka), né sous le nom de Anton Walther Florus Gueth, fut un moine (bhikkhu), écrivain et traducteur bouddhiste de la tradition theravāda. Il est considéré comme un pionnier du bouddhisme en Europe,.
Il écrivait en allemand, en anglais et traduisait le pali. Ses traductions en allemand de plusieurs œuvres du Canon pali font autorité.
Fondateur et vénérable du monastère Island Hermitage (en) à Dodanduwa (Sri Lanka), il eut de nombreux disciples européens.

## Biographie
Dans sa jeunesse, il est violoniste et compositeur mais il renonce à faire carrière. Il découvre le bouddhisme à la lecture de Schopenhauer, puis son intérêt grandit à l'écoute d'une conférence de la Société théosophique de Francfort. Il se rend en Inde, au Sri Lanka, puis en Birmanie où il sait que réside Charles Henry Allan Bennett (moine bouddhiste connu sous le nom de Ananda Metteyya (en)).
En 1904 il est ordonné moine sous le nom de Nyanatiloka puis il retourne au Sri Lanka en 1905. Il fonde le monastère Island Hermitage en 1911. De nombreux européens viennent suivre ses enseignements, dont notamment Nyanaponika Thera.
Lors de la Première Guerre mondiale, il est déporté, avec ses disciples allemands, dans un camp en Australie. À la fin de la guerre il reviendra en Allemagne. Il se voit refuser l’entrée au Sri Lanka. Il va donc au Japon en 1920 où il enseigne à l’université Komazawa. En 1926 il retourne au monastère Island Hermitage. Il est également déporté durant la Seconde Guerre mondiale puis retourne s'installer au Sri Lanka qui lui donne la nationalité en 1950.
Il participe en 1954 au sixième Concile bouddhique de Rangoun (Birmanie).

### Ouvrages traduits en français
- La parole du Bouddha ; suivi de deux essais sur le bouddhisme : Quintessence du Bouddhisme - Sur la méditation bouddhique, traduit par Marguerite La Fuente, Éd. Adrien Maisonneuve, 1935, 1983, 2000[6].
- Vocabulaire pali-français des termes bouddhiques, (trad. Suzanne Karpelès), Éd. Adyar, 1961, 1995, 2000. [(en) Lire en ligne  la 4e éd. (revue et augmentée) parue en 1981; 278 p.] [(en) Lire en ligne la cinquième édition, revue et publiée en 1988 (et pas en 1980, comme indiqué par erreur) par la Buddhist Publication Society. Une sixième édition, revue et adaptée au format électronique, a paru en 2017 (page consultée le 3 mars 2025)]

### Traductions du pali en allemand
- Anguttara Nikaya
- Milindapanha
- Visuddhimagga
- Puggalapannatti[3]